# Kortsnavelelenia
De kortsnavelelenia (Elaenia parvirostris) is een zangvogel uit de familie Tyrannidae (tirannen).

## Verspreiding en leefgebied
Deze soort broedt van zuidelijk Brazilië tot Bolivia en centraal Argentinië en overwintert noordelijk tot Colombia.

## Status
De grootte van de populatie is niet gekwantificeerd maar de soort wordt omschreven als algemeen. Op de Rode lijst van de IUCN heeft deze soort de status niet bedreigd.